# Dits de Déu

Visió esquemàtica d'una galàxia, a la dreta la galàxia a l'espai normal, a l'esquerra dit de Déu en l'espai de desplaçament cap al roig vist des de l'eix.

Els dits de Déu és com s'anomena en cosmologia observacional a un efecte que fa que els cúmuls de galàxies s'allarguin en l'espai de desplaçament cap al roig, amb un eix d'elongació en direcció a l'observador. Aquest fenomen es produeix per l'efecte Doppler associat amb les velocitats peculiars de les galàxkes del cúmul. Les grans velocitats que condueixen a aquest efecte s'associen a la gravetat del cúmul per mitjà del teorema de virial; Canvien el desplaçament cap al roig observat de les galàxies del cúmul. La desviació de la relació de la Llei de Hubble entre la distància i el desplaçament cap al roig s'altera, i això conduweix a mesuraments de la distància imprecisos.
Un efecte estretament relacionat és l'efecte Kaiser. Aquest efecte també és causat per les velocitats peculiars que presten un desplaçament Doppler addicional al desplaçament cap al roig cosmològic, i això condueix també a un tipus de distorsió de la línia de visió. No obstant, aquest efecte no el causa els moviments interns aleatoris dels cúmuls predit pel teorema de Virial; sinó, sorgeix dels moviments coherents quan les galàxies cauen cap al centre del cúmul conforme el cúmul s'acobla. Depenent de la dinàmica particular de cada situació, l'efecte Kaiser normalment no condueix a una elongació sinó a un aplanament aparent de l'estructura ("Creps de Déu"). Es tracta d'un efecte força més petit que els dits de Déu, i es pot distingir pel fet que ocórrer a grans escales.